# Confine tra Germania e Lussemburgo
Il confine tra la Germania e il Lussemburgo descrive la linea di separazione tra questi due Stati. Ha una lunghezza di 138 km.

## Caratteristiche
Il confine ha un andamento nord-sud. Inizia alla triplice frontiera tra Belgio, Germania e Lussemburgo collocata sul fiume Our e termina alla triplice frontiera tra Germania, Francia e Lussemburgo collocata sul fiume Mosella.
Ha la caratteristica di svilupparsi interamente lungo corsi d'acqua. Infatti prima corre lungo l'Our, poi lungo il Sûre ed infine lungo la Mosella.